# Missa sicca
La Missa sicca (Messa secca) è stata una forma di celebrazione cattolica diffusa nel Medioevo. Consisteva nella celebrazione della Messa del giorno con l'omissione dell'offertorio, della consacrazione e della communione. Quest'omissione avveniva per le celebrazioni vespertine, in particolare per funerali e matrimoni, dopo che il sacerdote aveva già celebrato una Messa al mattino o quando non poteva comunicarsi perché non avrebbe potuto osservare il digiuno eucaristico dalla notte precedente.
Particolari varianti della Missa sicca erano la Missa nautica, detta sulle navi durante le tempeste e la Missa venatoria, celebrata rapidamente per i cacciatori. In alcuni monasteri ogni sacerdote era obbligato a celebrare una Missa sicca dopo la Messa conventuale.
Il cardinale Giovanni Bona criticò la pratica di recitare la Missa sicca. Esclusa dal Missale Romanum di papa Pio V (1570), la pratica scomparve gradualmente.
Ebbe una ripresa in Francia durante la Rivoluzione, quando le Messe cessarono di essere celebrate in molte parrocchie. Allora i parrocchiani si riunivano all'orario della Messa solenne e la cantavamo fino al Sanctus. In alcune chiese la pratica si protrasse anche dopo la Rivoluzione, finché il culto non poté essere effettivamente ristabilito.